# マイク・ヴェセーラ
マイク・ヴェセーラ（Mike Vescera, 本名：マイケル・アンソニー・ヴェセーラ (Michael Anthony Vescera)、1962年6月13日 - ）は、アメリカ合衆国コネティカット州出身のヘヴィメタルシンガー。オブセッション～ラウドネス～イングヴェイ・マルムスティーン～レイン・オヴ・テラー等
アニメタルUSA結成後、公式を含めメディアから「マイク・ヴェッセーラ」と表記される事が多い。

## 来歴
歌うマーシャルアンプの異名をとるほどの声量と歌唱力を持つ。9歳の頃に兄の影響でピアノを始めた事で音楽人生のスタートを歩む。1981年、オブセッションのメンバー募集の記事を見てオーディションを受けたことでプロとしての活動を始める。1983年にはデビューミニアルバム『MARSHALL LAW』でデビュー。
1986年にはファーストフルアルバム『SCARED FOR LIFE』をリリース、翌年セカンドアルバム『METHODS OF MADNESS』をリリースするもバンドは上手く軌道に乗れず次々とメンバーが脱退する中、マイクがラウドネスからのオファーを受けた時点でバンドは解散、マイクは二井原実の後任としてラウドネスに加入した。（マイク時代のラウドネスについてはラウドネスの項目参照）
1991年秋にラウドネスを脱退したマイクは1993年にイングヴェイ・マルムスティーンのボーカリストとして加入。イングヴェイのアルバム『セブンス・サイン』（1994年）、『マグナム・オーパス』（1995年）に参加。ワールドツアーにも参加している。
1997年、マイクがイングヴェイの当時の妻・アンバーと一夜を共に過ごしていたことを知ったイングヴェイが激怒し、マイクは解雇されてしまう。なお、この件についてマイクは否定しているが、イングヴェイは聞く耳持たず状態である。その後イングヴェイはアンバーと離婚した。
同年、MVP(MIKE VESCERA PROJECT)名義で、初のソロアルバム『WINDOWS』をリリース。皮肉にもこのアルバムにはイングヴェイが参加している。
近年はソロ活動以外にもTHE REIGN OF TERRORに参加。『Reign of Terror』（2001年）、『CONQUER AND DIVIDE』（2002年）のアルバムをリリース。
セッションにも積極的に参加しており、HalfordのBobby Jarzombekのアルバム『Pain Museum』や、ラットのドラムス、ボビー・ブロッツァーとモトリー・クルーに参加していたJohn CorabiらのTwenty4Sevenに参加。2002年にアルバム『Decoding the Soul』を発表。Reign of Terror and Killing Machine（Joe StumpとW.A.S.P.のグループ）に参加している。
2006年にはOBSESSIONを再結成させ、2011年にはアニメタルUSAを、2015年には長くB'zのサポートベーシストを務めているバリー・スパークスとRiot on Marsを結成した。

## ディスコグラフィ
Obsession
- MARSHALL LAW（1983年）
- SCARED FOR LIFE（1986年）
- METHODS OF MADNESS（1987年）
- Carnival Of Lies（2006年）
- Obsession（2008年）
- Order of Chaos (2012年)

LOUDNESS
- SOLDIER OF FORTUNE（1989年）
- ON THE PROWL（1991年）
- SLAP IN THE FACE（1991年）

イングヴェイ・マルムスティーン
- セブンス・サイン（1994年）
- マグナム・オーパス（1995年）

ローランド・グラポウ
- Kaleidoscope（1999年）

THE REIGN OF TERROR
- Reign of Terror（2001年）
- CONQUER AND DIVIDE（2002年）

Twenty4Seven
- Decoding the Soul（2002年）

MVP(Mike Vescera Project)
- WINDOWS（1997年）
- ANIMATION（2000年）
- THE ALTAR（2002年）
- CROSSING THE LINE（2004年）

ANIMETAL USA
- アニメタルUSA（2011年）
- アニメタルUSA W（2012年）

Riot On Mars
- First Wave（2015年）